# Algebraisk topologi

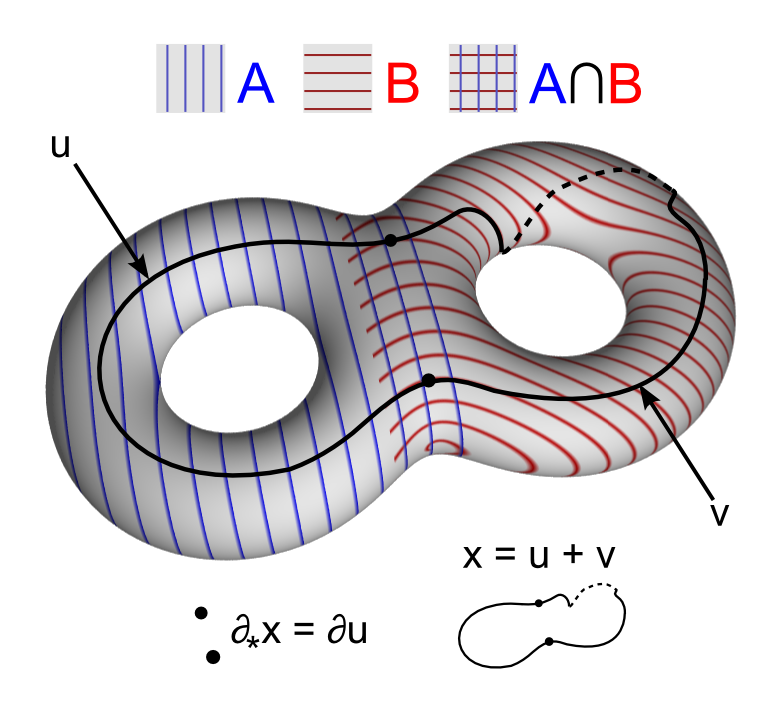

Algebraisk topologi är ett område inom matematiken som studerar topologiska rum med hjälp av algebra. Det grundläggande målet är att hitta algebraiska invarianter som klassificerar topologiska rum så när som på homeomorfier; men ofta skiljer sig invarianterna inte om rummen är homotopa.

## Användningar av algebraisk topologi
Några användningar av algebraisk topologi är:
- Brouwers fixpunktssats
- Borsuk–Ulams sats
- Nielsen–Schreiers sats: Alla delgrupper av en fri grupp är fria. Även om satsen är algebraisk är det enklaste beviset topologiskt.
- Topologisk kombinatorik

## Områden inom algebraisk topologi

### Homotopigrupper
Inom algebraisk topologi används homotopigrupper till att klassificera topologiska rum. Den första och enklaste homotopigruppen är fundamentalgruppen.

### Homologi
Inom algebraisk topologi och homologisk algebra är homologi en viss allmän metod för att associera en följder av abelska grupper eller moduler till givna topologiska eller algebraiska objekt.

### Kohomologi
Inom homologiteori och algebraisk topologi är kohomologi en allmän term för en sekvens av abelska grupper definierad från ett kokedjekomplex.

### Mångfalder
En mångfald är ett topologiskt rum som i och kring varje punkt liknar ett vanligt, n-dimensionellt euklidiskt rum. 

### Knutteori
Knutteori är studien av matematiska knutar.

## Kända algebraiska topologer
- Frank Adams
- Enrico Betti
- Armand Borel
- Karol Borsuk
- Luitzen Egbertus Jan Brouwer
- William Browder
- Ronald Brown
- Henri Cartan
- Charles Ehresmann
- Samuel Eilenberg
- Hans Freudenthal
- Peter Freyd
- Pierre Gabriel
- Alexander Grothendieck
- Friedrich Hirzebruch
- Heinz Hopf
- Michael J. Hopkins
- Witold Hurewicz
- Egbert van Kampen
- Daniel Kan
- Hermann Künneth
- Solomon Lefschetz
- Jean Leray
- Saunders Mac Lane
- Mark Mahowald
- J. Peter May
- Barry Mazur
- John Milnor
- John Coleman Moore
- Jack Morava
- Emmy Noether
- Sergei Novikov
- Grigorij Perelman
- Lev Pontryagin
- Nicolae Popescu
- Mikhail Postnikov
- Daniel Quillen
- Jean-Pierre Serre
- Stephen Smale
- Edwin Spanier
- Norman Steenrod
- Dennis Sullivan
- René Thom
- Hiroshi Toda
- Leopold Vietoris
- Hassler Whitney
- J. H. C. Whitehead
- Allen Hatcher

## Viktiga satser inom algebraisk topologi
- Borsuk–Ulams sats
- Brouwers fixpunktssats
- Eilenberg–Zilbers sats
- Hurewiczs sats
- Künnethsats
- Poincaré dualitetssats
- Universala koefficientsatsen
- Van Kampens sats
- Whiteheads sats